# Victoria (карака, 1519)
«Вікторія» (лат. Victoria — «Перемога») — трищоглова карака, що єдиною повернулась з навколосвітньої подорожі Фернана Магеллана і стала першим кораблем, що обійшов Землю. Дві передні щогли несли по два прямі вітрила, а задня — косе латинське вітрило. Магеллан купив караку на кошти іспанського короля Карла V. Корабель назвали на честь костелу Санта-Марія-де-ла-Вікторія-де-Тріана (Santa Maria de la Victoria de Triana — «храм Святої Марії на честь перемоги при Тріані»), де Магеллан склав обітниці королю добратись до островів Прянощів і відкриття шляху для іспанського флоту.
20 вересня 1519 ескадра вийшла в море з іспанського порту Санлукар-де-Баррамеда. Крім «Victoria» вийшли флагманська карака «Тринідад», караки «Сан-Антоніо» i «Консепсьйон» та каравела «Сантьяго» з 270 моряками. Капітаном «Вікторії» був Луїс де Мендоза (ісп. Luis de Mendoza), якого 1 квітня 1520 Магеллан позбавив командування за участь у заколоті. Після загибелі Магеллана 27 квітня 1521 на філіппінському острові Мактан командування «Вікторією» перейняв Хуан Себастьян Елькано. До південно-східного узбережжя Африки дійшли лише караки «Вікторія» і «Тринідад», яка повернула назад. При проходженні кінцевого відрізка подорожі біля західного узбережжя Африки португальці полонили частину команди на острові Сантьягу архіпелагу Кабо-Верде, де екіпаж поповнював запаси води. 6 вересня 1522 «Вікторія» з 18 моряками увійшла до іспанського порту Санлюкар з порваними вітрилами, поламаним стерном, дірявим днищем. Подорож тривала 2 роки, 11 місяців, 14 днів. Полонених 13 моряків звільнили до кінця року після звернення Карла V до свого родича, короля Португалії Жуана III. У вересні 1527 повернулись 5 моряків з екіпажу «Тринідад», взятого португальцями у полон.
Відремонтована «Вікторія» брала участь ще у двох подорожах до Гаїті (Hispaniola). З другої подорожі 1527 вона не повернулась. Хуан Себастьян Елькано взяв участь 1524 у другій навколосвітній подорожі Гарсія Гофре де Лоайса.
У ХХ ст. у різних країнах виготовлено декілька реплік корабля.